# Jacques d'Agar

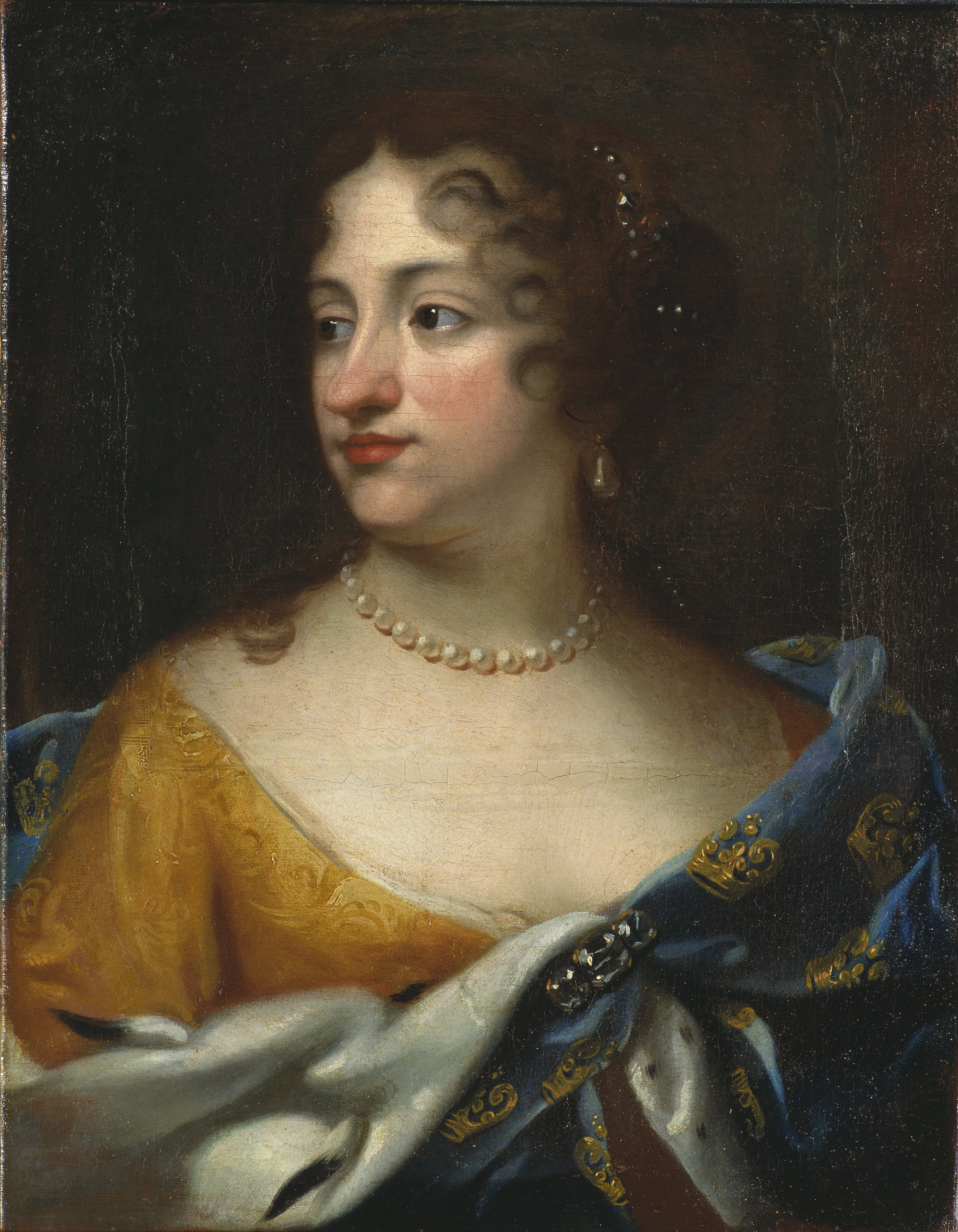
Ulrica Leonor de Dinamarca, pintada por d'Agar, cerca de 1690.

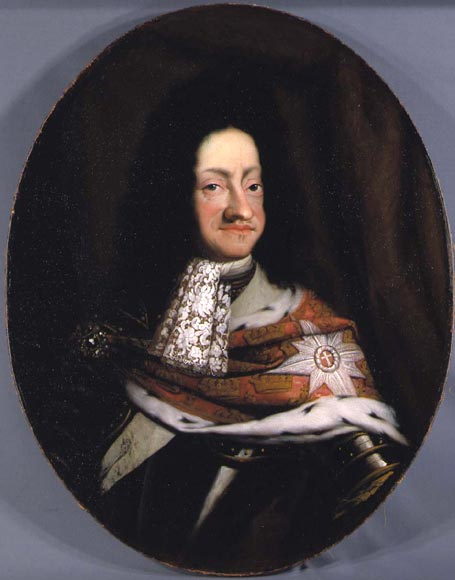
Cristián V de Dinamarca, pintado por d'Agar.

Jacques d'Agar (1640 -1715 / 1716) fue un pintor de retratos francés nacido en París. Fue un estudioso de Ferdinand Vouet, y comenzó su vida como un pintor histórico, pero pronto abandonó la historia por los retratos, rama del arte en la cual se volvió muy exitoso. En fue admitido en la Academia, y se volvió también pintor en ordinario para el rey y su corte. Hasta la revocación del Edicto de Nantes, Agar, como protestante, fue excluido de la Academia. En consecuencia, dejó Francia en 1682 para nunca regresar.
Fue invitado a la corte de Dinamarca, y fue patrocinado en gran medida por el rey Cristián V. El retrato de este pintor ha encontrado un lugar en la Galería Florentina de Artistas. Fue pintado en 1693 a petición del rey Cristián. Horace Walpole dijo que visitó Inglaterra, donde residió algún tiempo, y lo conoció con éxito. Él pintó los retratos de varios personajes de la nobleza del reinado de Ana de Gran Bretaña, entre los cuales estaban la Duquesa de Montagu, las Condesas de Rochfort y Sunderland, Thomas conde de Strafford, y otros. Un retrato de Carlos II de Inglaterra, pintado por él, se dice que ha estado antes en la Galería en Christiansburg. Murió en 1716 en Copenhague.